# Damien Hope
Damien Hope (Amsterdam, 1 oktober 1983) is een Nederlands acteur en presentator. 
Hope brak door als jeugdacteur met de rol van Robbie de Rover in de serie Madelief. Hierna speelde hij verschillende bij- en gastrollen. In 2007 en 2008 was hij vj bij TMF Nederland. In 2010 speelde hij een gastrol in Goede tijden, slechte tijden en was hij te zien als Xander den Uyl in Den Uyl en de affaire Lockheed.